# Ejército Islámico de Salvación
El Ejército Islámico de Salvación (EIS) es una organización terrorista argelina vinculada como brazo armado al Frente Islámico de Salvación (FIS) y creada en 1993 con la integración de diferentes grupos desorganizados de carácter islamista que en su mayoría habían pertenecido al Grupo Islámico Armado (GIA) y del que se habían escindido.
Tras el triunfo del FIS en las elecciones del 30 de diciembre de 1991, el presidente argelino, Chadli Bendjedid dio un autogolpe, suspendió el proceso electoral y declaró el estado de excepción en todo el territorio. El EIS contestó iniciando una serie de acciones violentas contra las fuerzas armadas, el GIA y los extranjeros residentes en el país, especialmente franceses. Tras ocupar la Jefatura del Estado Mohamed Budiaf, este fue asesinado el 29 de julio de 1992, sospechándose del EIS como autor.
Tras la elección en 1994 de Liamin Zerual y su política de apaciguamiento, el grupo anunció una tregua en 1997 y tras la publicación de la Ley de Concordia Civil de 1999 emitió un comunicado por el que daba por finalizada la lucha armada, si bien la organización no se ha disuelto.